# Newcastle (Maine)
Newcastle is een census-designated place in de Amerikaanse staat Maine. De statistische plaats telt 1751 inwoners (2000).
Samen met de plaats Damariscotta wordt het gebied wordt ook wel aangeduid als Damariscotta-Newcastle, ofwel de Twin Villages.

## Foto's

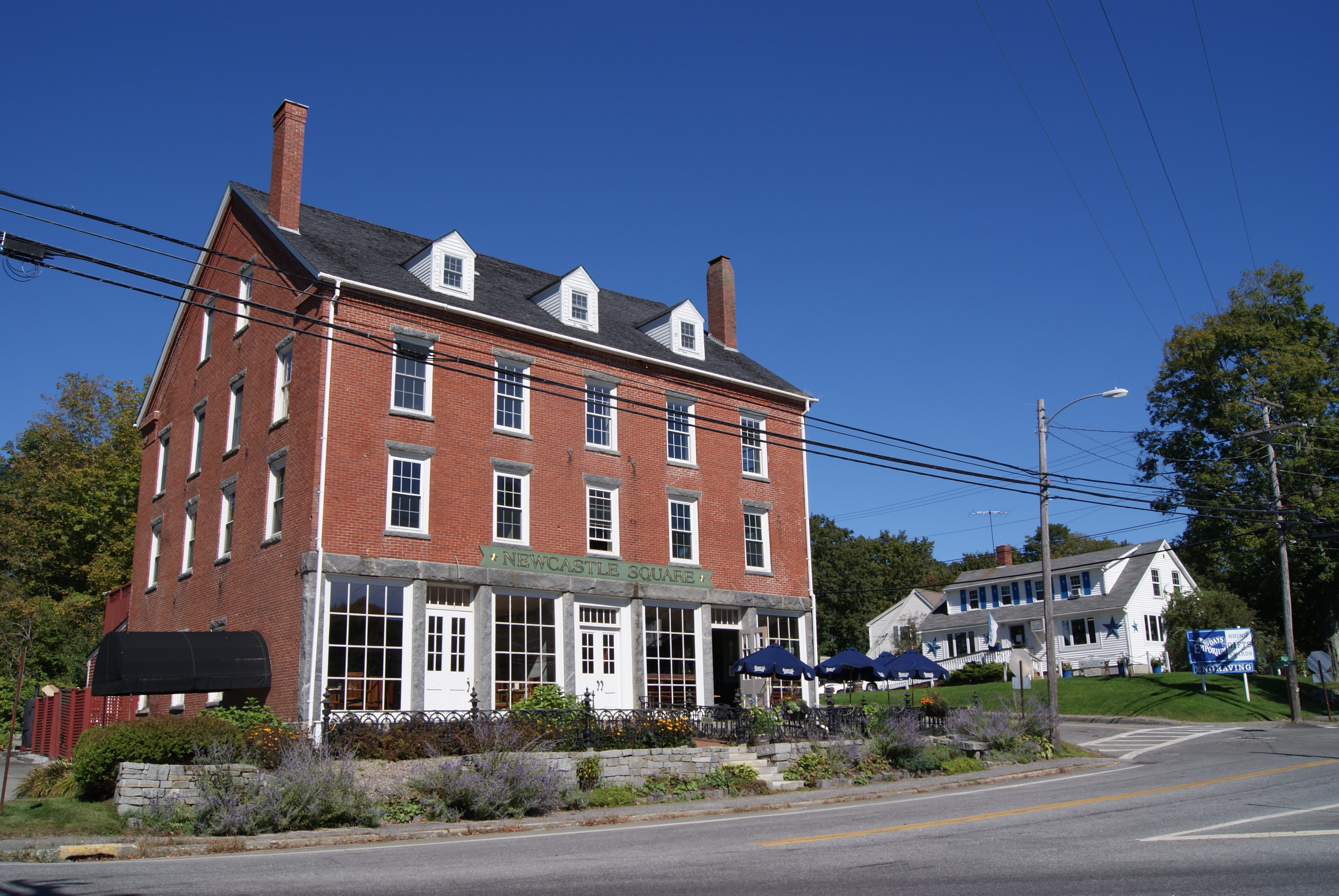
Newcastle Publick House
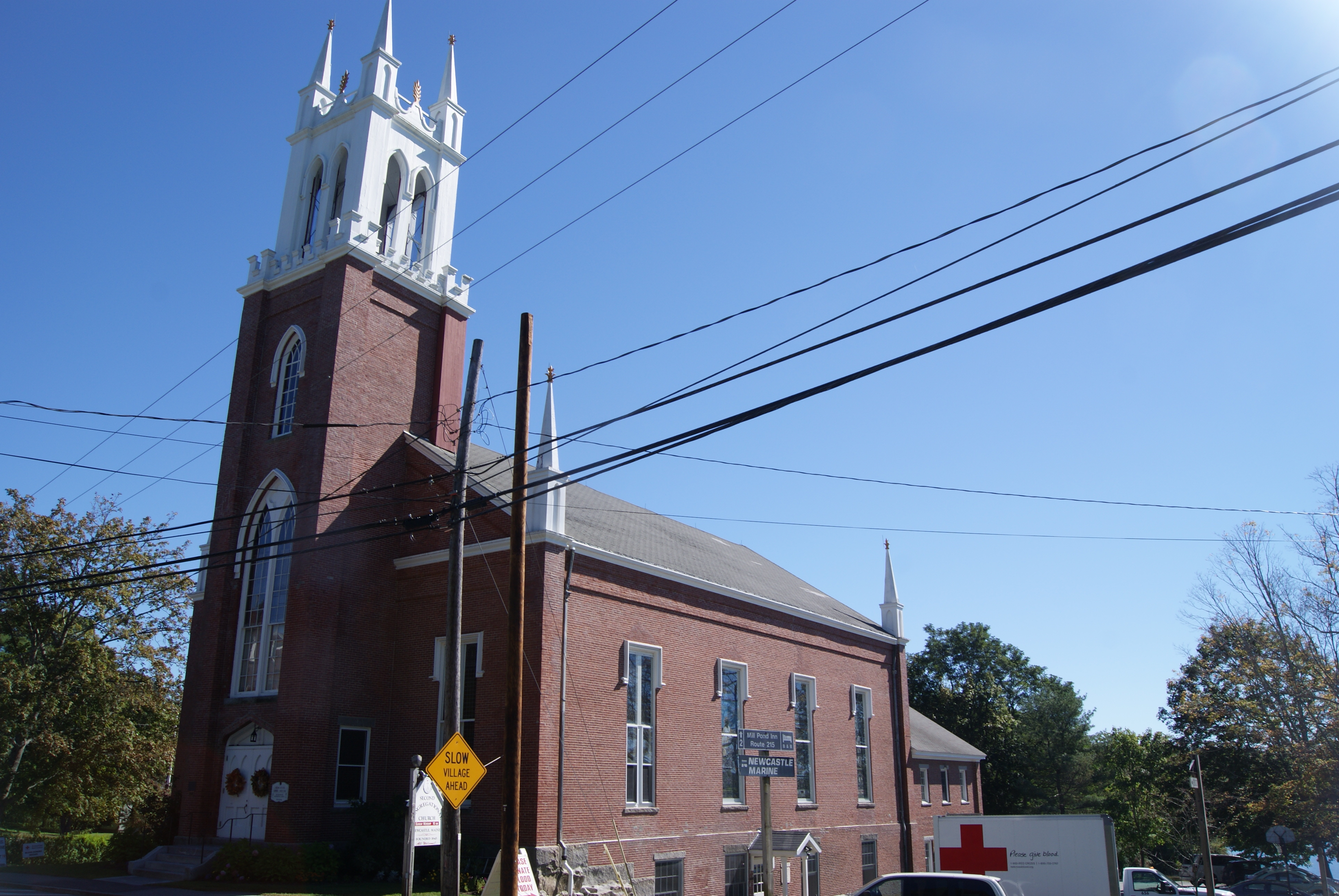
Second Congregational Church